# Triaenomeros
Triaenomeros is een geslacht van hooiwagens uit de familie Gonyleptidae.
De wetenschappelijke naam Triaenomeros is voor het eerst geldig gepubliceerd door Roewer in 1913. 

## Soorten
Triaenomeros is monotypisch en omvat slechts de volgende soort:
- Triaenomeros olivaceus